# Kees Brusse
Kees Brusse (Rotterdam, 26 februari 1925 – Laren, 9 december 2013) was een Nederlands acteur (film en toneel), filmregisseur en scenarioschrijver, die dit werk combineerde met werk voor radio, televisie en reclame.

## Biografie
Kees Brusse, zoon van auteur en journalist Marie Joseph Brusse en operazangeres Antje Ebes, had twee broers: Ytzen Brusse (filmmaker) en de journalist Jan Brusse, en vier halfbroers: Peter Brusse (journalist/programmamaker), Mark Brusse (beeldhouwer), de vroeg gestorven Marie Joseph jr. en architect Henk Brusse. 
Brusse volgde de MULO. Voor de toneelschool werd hij afgewezen; als acteur-regisseur was hij autodidact.
Kees Brusse trouwde vijfmaal en had twee dochters. In 1948 trouwde hij met Pamela Ingenegeren (Pam Henning). In maart 1954 hertrouwde hij met de actrice Mieke Verstraete. Samen kregen ze een dochter. In 1975 trouwde hij met Marlou Peters. Ook met haar had hij een dochter. Brusse trouwde in 1986 met Sonja Boerrigter. Met haar vertrok hij in 1988 uit Nederland naar achtereenvolgens Bonaire, Frankrijk en Australië. Na haar overlijden in 2000 keerde Brusse tijdelijk terug naar Nederland. In 2004 trouwde hij met zijn vijfde echtgenote, de Australische Joan St. Clair.
Brusse woonde tot januari 2013 in het Australische Perth, waar hij leefde in de anonimiteit. In maart 2011 was hij weer even in Nederland. Hij verklaarde zich nog altijd Nederlander te voelen en de presentatie van zijn biografie Herinneringen: ovatie aan het leven in het Instituut voor Beeld en Geluid in Hilversum ervaren te hebben als een warm bad. Begin 2013 kwam Brusse voorgoed naar Nederland, omdat hij niet meer door zijn zieke echtgenote verzorgd kon worden. Hij verbleef in het Rosa Spier Huis in Laren, waar hij op 9 december 2013 overleed.

## Werk

### Toneel
Kees Brusse maakte in 1941 op zestienjarige leeftijd zijn toneeldebuut als Pietje Puck in Boefje bij het Gemeentelijk Theaterbedrijf Amsterdam. Een jaar later in 1942 speelde hij in De mooiste ogen van de wereld. In 1943 speelde hij bij het Centraal Toneel onder leiding van Cees Laseur. Met Laseur en Wim Ibo maakte hij daarnaast cabaret. Vanaf 1945, na de bevrijding, werkte Brusse in het cabaret van Wim Sonneveld. Met het internationaal cabaretgezelschap van Rudolf Nelson maakte hij een tournee door Zwitserland. In de periode 1948-49 reisde Brusse met zijn Toneelgroep C6 door Indonesië. Van 1952 tot 1954 gaf Brusse artistiek leiding aan de Rotterdamse Comedie, en werkte daar samen met dramaturge Anna Blaman en zijn latere vrouw Mieke Verstraete.
Brusse combineerde bij de opkomst van de televisie het werk voor dit nieuwe medium door overdag in de studio te staan en 's avonds op het toneel. Tot het begin van de jaren 60 hield hij deze combinatie vol. Brusse werkte onder andere voor Toneelgroep Theater, de Haagse Comedie, het Amsterdams Toneel en de Nederlandse Comedie.
Kenmerkend voor Brusse was de stijl die hij in zijn toneeltijd ontwikkelde. Hij gebruikte geen overdreven gebaren of gedragen stem, maar had een ingetogen, natuurlijke manier van spelen.

### Film
Hij maakte als elfjarige zijn debuut met de rol van de broer van Merijntje in de film Merijntje Gijzen's Jeugd.
Zie de lijst onder Lijsten van producties voor de vele films waarin Brusse acteerde.

### Filmregisseur
Al in de jaren 1950 toonde Brusse zijn interesse in de jongeren in een turbulente tijd. Films als De paraplu en Het gerucht pleiten voor seksuele voorlichting aan jongeren (films gemaakt in opdracht van Stichting Pro Juventute).
Als regisseur oogstte Brusse respect met Mensen van morgen dat een tijdsbeeld geeft door interviews met jongeren. Ook in Gedachten over het seksuele leven van de mens voerde Brusse gesprekken met jongeren. In deze film (gemaakt in opdracht van de Nationale Federatie voor de Geestelijke Volksgezondheid) gesprekken over seksuele ervaringen en fantasieën.
Een opmerkelijke productie is Vader is zo stil de laatste tijd omdat Brusse hierin zowel auteur, producent, regisseur, acteur als cameraman was. Deze film, die het ouder worden als thema heeft, is alleen als video uitgebracht.

### Radio en televisie

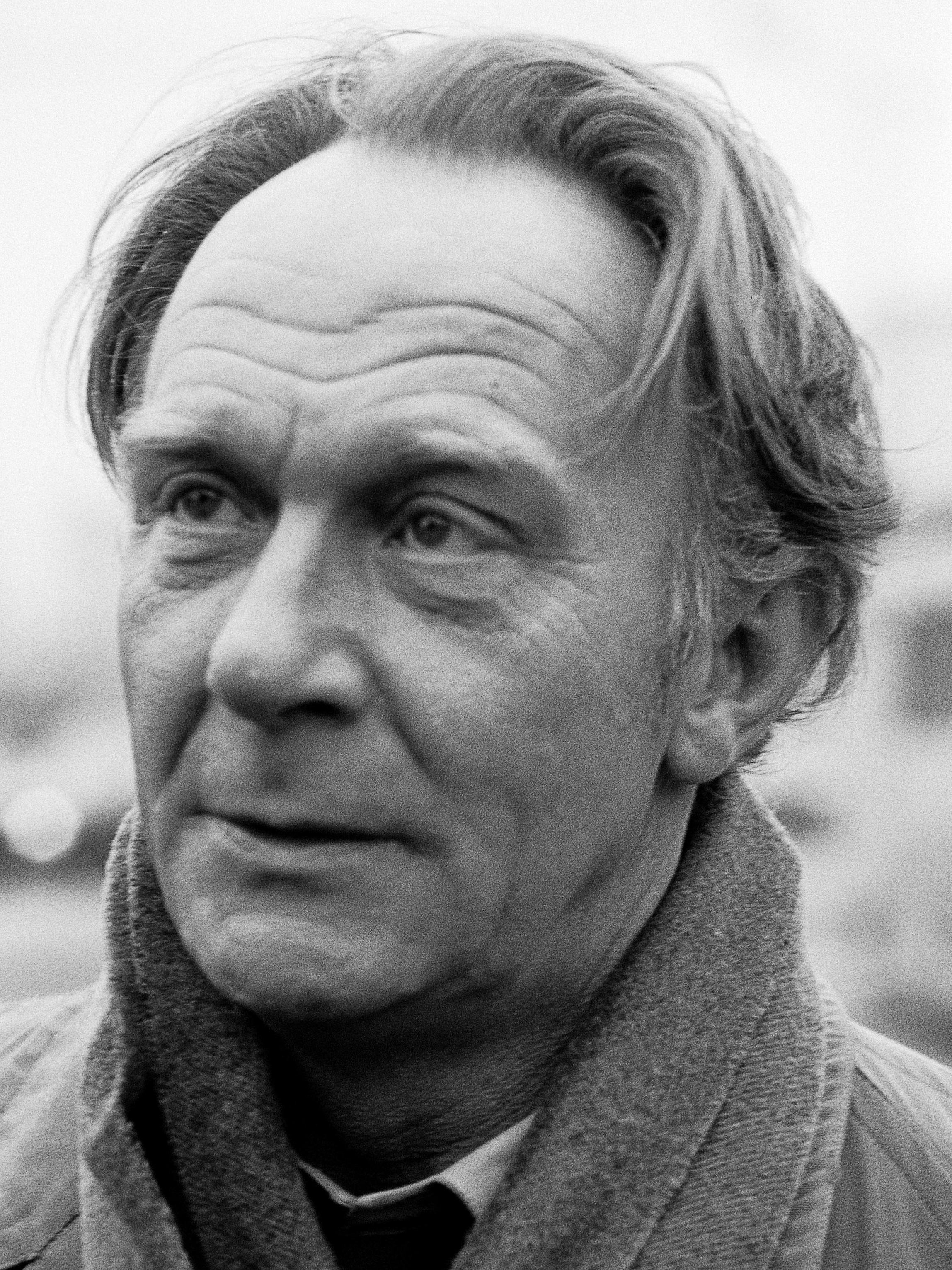
Kees Brusse (1979)

Brusse had aanvankelijk op de radio succes met Kobus Rarekiek in het cabaret-programma De Camera Obscura van Wim Ibo. Daarna was Brusse te horen in de rol van de zoon in de tweewekelijkse hoorspelserie De familie Doorsnee, geschreven door Annie M.G. Schmidt en uitgezonden van oktober 1952 tot en met april 1958 op de maandagavond door de VARA. In de jaren 50 speelde hij samen met Wim Kan in het improvisatieprogramma Blokkade de radiomannetjes Zoutlegger en Doordouer.
Naast zijn optredens in hoorspelen was Brusse te horen in Babyzitten, waar hij als babysitter de in huis gevonden grammofoonplaten becommentarieerde, en in Tante Truus, waarin hij zogenaamde vragen van luisteraars beantwoordde.
Latere hoogtepunten waren het wekelijkse Onder de mensen (twee seizoenen eind jaren 70), interviews met mensen over leven en werk, en Kees Brusse leest voor… uit het leven van Dick Trom of Pinokkio (AVRO, eind jaren 80).
Ook op televisie was Brusse regelmatig te zien. Hij maakte naam met producties als Pension Hommeles (de eerste Nederlandse televisieserie), Maigret (waarin Brusse de rol had van commissaris Maigret), Tussen wal en schip, Man van alledag en Mensen zoals jij en ik. Daarnaast trad hij op in spelprogramma's zoals Wie van de Drie, waarin hij panellid was naast Albert Mol, Martine Bijl en Sonja Barend.

### Erkenning
Brusse ontving in 1982 de Gouden Televizier Ring voor Mensen zoals jij en ik. Hij werd in 1987 benoemd tot ridder in de Orde van Oranje-Nassau.

## Lijsten van producties

### Filmografie als regisseur
- De paraplu (1956)
- Rhapsodie in fruit (1957)
- Volg die vrouw (1959)
- Het gerucht (1960)
- Kermis in de regen (1962)
- De overval (dialoogregie; 1962)
- Mensen van morgen (1964)
- Menschen von Morgen (1966)
- Gedachten over het sexuele leven van de mens (1967)
- Een stukje Noord-Holland (1974)
- De Verjaring (1980)
- Een magisch eiland (documentaire, 1993)
- Post uit de Antillen (1998)
- Een bijzondere tocht (2000)
- Vader is zo stil de laatste tijd (2002)

### Filmografie als acteur
- Merijntje Gijzen's Jeugd (Kurt Gerron, 1936)
- Ieder zijn kans (onbekend, 1948)
- De dijk is dicht - Bert Verbloeme (Anton Koolhaas, 1950)
- Hij, zij, en een wereldhaven (Ytzen Brusse, 1952)
- Het meest getapt (Ytzen Brusse, 1953)
- ’t Komt in de bus (onbekend, 1953)
- Ciske de Rat (Bruis, 1955)
- Ciske - Ein Kind braucht Liebe (Wolfgang Staudte, 1955 - BRD)
- Kleren maken de man - verzekeringsagent (Georg Jacobi, 1957)
- Acht Mädels im Boot (Alfred Bittins, 1957- BRD)
- Jenny - dr. Henk Ebeling (Willy van Hemert, 1958)
- Volg die vrouw (1959)
- De zaak M.P. (Bert Haanstra, 1960)
- Kermis in de regen - Bertje de Gast (1962)
- De overval (Paul Rotha, 1962)
- Resistance (1963)
- Mensen van morgen (interviewer, 1964)
- Menschen von Morgen (interviewer, 1966)
- Gedachten over het sexuele leven van de mens (interviewer, 1967)
- Blue movie (Wim Verstappen, 1971)
- VD (Wim Verstappen, 1972)
- Dakota (Wim Verstappen, 1974)
- Dokter Pulder zaait papavers (Bert Haanstra, 1975)
- Rooie Sien - Ko Breman, Siens vader (Frans Weisz, 1975)
- Verlies (Olga Madsen, 1976)
- Mysteries - dr. Stenersen (Paul de Lussanet, 1978)
- Een pak slaag - Hein Slotter (Bert Haanstra, 1979)
- De Verjaring (Kees Brusse, 1980)
- Vroeger kon je lachen: Een film rond Simon Carmiggelt (Bert Haanstra, 1983)
- Man, vrouw, hondje - Max (Telefilm Nicole van Kilsdonk, 1999)

### Producties op televisie
- Slaaf geboornen ontwaakt (1 mei 1952)
- Het onstuimige hart (12 december 1952)
- Afscheid van een clown (28 april 1953)
- Het staat te bezien (10 april 1953)
- De klucht van de koe (23 mei 1953)
- Emperor Jones (3 juli 1953)
- Het oude huis (14 september 1954)
- Met eervol ontslag (21 december 1954)
- Paradijsvogels (12 juli 1955)
- Klokslag negen (5 december 1956)
- Moord aan boord (26 december 1956)
- Hé daar (10 januari 1957)
- Stoephuisterwoude (23 februari 1957)
- Het spinneweb (27 februari 1957)
- De gebroken kruik (19 februari 1958)
- Miranda (29 januari 1958)
- Pension Hommeles (1957-1959)
- De wiskunstenaars (1 oktober 1958)
- Het huis van Mungo King (22 oktober 1958)
- Het hemelbed (11 november 1958)
- De kamer waarin wij leven (10 maart 1959)
- De kleine prins (1958-1959)
- Meeuwen boven Sorrento (8 april 1959)
- De man die zichzelf bedroog (3 september 1959)
- Alles in tweevoud (4 februari 1960)
- Het legaat (7 juli 1960)
- Vuile handen (13 mrt en 14 april 1960)
- Kronkelwegen (5 oktober 1960)
- Driesprong (18 november 1960)
- Kent u de melkweg? (30 maart 1961)
- Man van alle dag (2 oktober 1962)
- Erik Sikkes (5 januari 1964)
- Maigret (1964-1965)
- 001 van de contraspionage (24 april 1966)
- Céline (1966-1967)
- De roverssymphonie (1966-1967)
- De blauwe kamer (1968-1969)
- Het spoor van de Hollander (1968-1969)
- Zomerdagdroom (1968-1969)
- Hé Joe (1969-1970)
- Op straffe des doods (29 januari 1970)
- 't Schaep met de 5 pooten (1969-1970)
- Lotje (1969-1970)
- Arsenicum en oude kant (1973-1974)
- Amsterdam 700 (1975)
- De verlossing (9 februari 1975)
- Pleisterkade 17 (7 december 1975)
- Pleisterkade 17afl.4  (29 februari 1976)
- Het grote gebeuren (naar Belcampo) als de verteller
- Tussen wal en schip (21 maart 1977)
- Dagboek van een herdershond (de stem van de 'engelbewaarder', 1977-1980)
- De onweersvogel (1978-1979)
- Gaslicht (27 oktober 1979)
- De verjaring (4 mei 1980)
- Mijn vriend de moordenaar (26 september 1980)
- Heidi (tekenfilmserie, als verteller) (1981)
- Mensen zoals jij en ik (1981-1985)
- De witte leugen (1981-1982)
- Dubbelpion (21 januari 1982)
- Drama in muziek, afl. 2 (8 november 1982)
- Morgen gaat het beter (1986)
- De erfenis (29 augustus 1986)
- De gevangene (19 december 1986)
- De wandelaar (23 november 1989)
- Maak dat de kat wijs (17 mei 1991)
- Suite 215 (29 september 1992)
- Tasten in het duister (1996)
- De Erfenis (2004)